# Magnus Sheffield
Magnus Sheffield (Pittsford, 19 aprile 2002) è un ciclista su strada statunitense che corre per il team Ineos Grenadiers; è professionista dal 2021.

## Palmarès

### Strada
- 2019 (Juniores)

1ª tappa Keizer der Juniores (Pittem > Pittem)
2ª tappa, 2ª semitappa Keizer der Juniores (Koksijde > Koksijde)
- 2022 (Ineos Grenadiers, tre vittorie)

3ª tappa Vuelta a Andalucía (Lucena > Villa de Otura)
Freccia del Brabante
2ª tappa Giro di Danimarca (Assens > Assens)
- 2025 (Ineos Grenadiers, una vittoria)

8ª tappa Parigi-Nizza (Nizza > Nizza)

#### Altri successi
- 2019 (Juniores)

Classifica giovani Internationale Juniorendriedaagse
Classifica giovani Grand Prix Rüebliland
Classifica giovani Keizer der Juniores
- 2022 (Ineos Grenadiers)

Classifica giovani Giro di Danimarca
- 2023 (Ineos Grenadiers)

Classifica giovani Tour Down Under
Classifica giovani Tour of Britain
Classifica giovani Giro di Croazia
- 2024 (Ineos Grenadiers)

Classifica giovani Österreich-Rundfahrt

### Ciclocross
- 2018-2019

Sherbrooke CX
Cincinnati UCI Cyclocross
Campionati panamericani, Junior
- 2019-2020

Charm City Cross
DCCX 2
Really Rad Festival of Cyclocross Day 1
Really Rad Festival of Cyclocross Day 2
Silver Goose Cyclocross Festival
Charm City Cross

## Piazzamenti

### Grandi Giri
- Giro d'Italia

2024: 59º

### Classiche monumento
- Milano-Sanremo

2023: 24º
- Giro delle Fiandre

2022: 69º
2023: 28º
2024: 6º
2025: 20°
- Parigi-Roubaix

2022: fuori tempo massimo
2023: 92º
- Liegi-Bastogne-Liegi

2023: 38º
2025: 41º
- Giro di Lombardia

2023: 111°

### Competizioni mondiali
- Campionati del mondo

Yorkshire 2019 - In linea Junior: 3º
Fiandre 2021 - Cronometro Under-23: 10º
Fiandre 2021 - In linea Under-23: ritirato
Wollongong 2022 - In linea Elite: 78º
Wollongong 2022 - Cronometro Elite: 17º
Zurigo 2024 - In linea Elite: 13º
Zurigo 2024 - Cronometro Elite: 47º
- Campionati del mondo di ciclocross

Dübendorf 2020 - Junior: 28º
- Giochi olimpici

Parigi 2024 - Cronometro: 16º
Parigi 2024 - In linea: 42º